# Mare de Déu de Farners

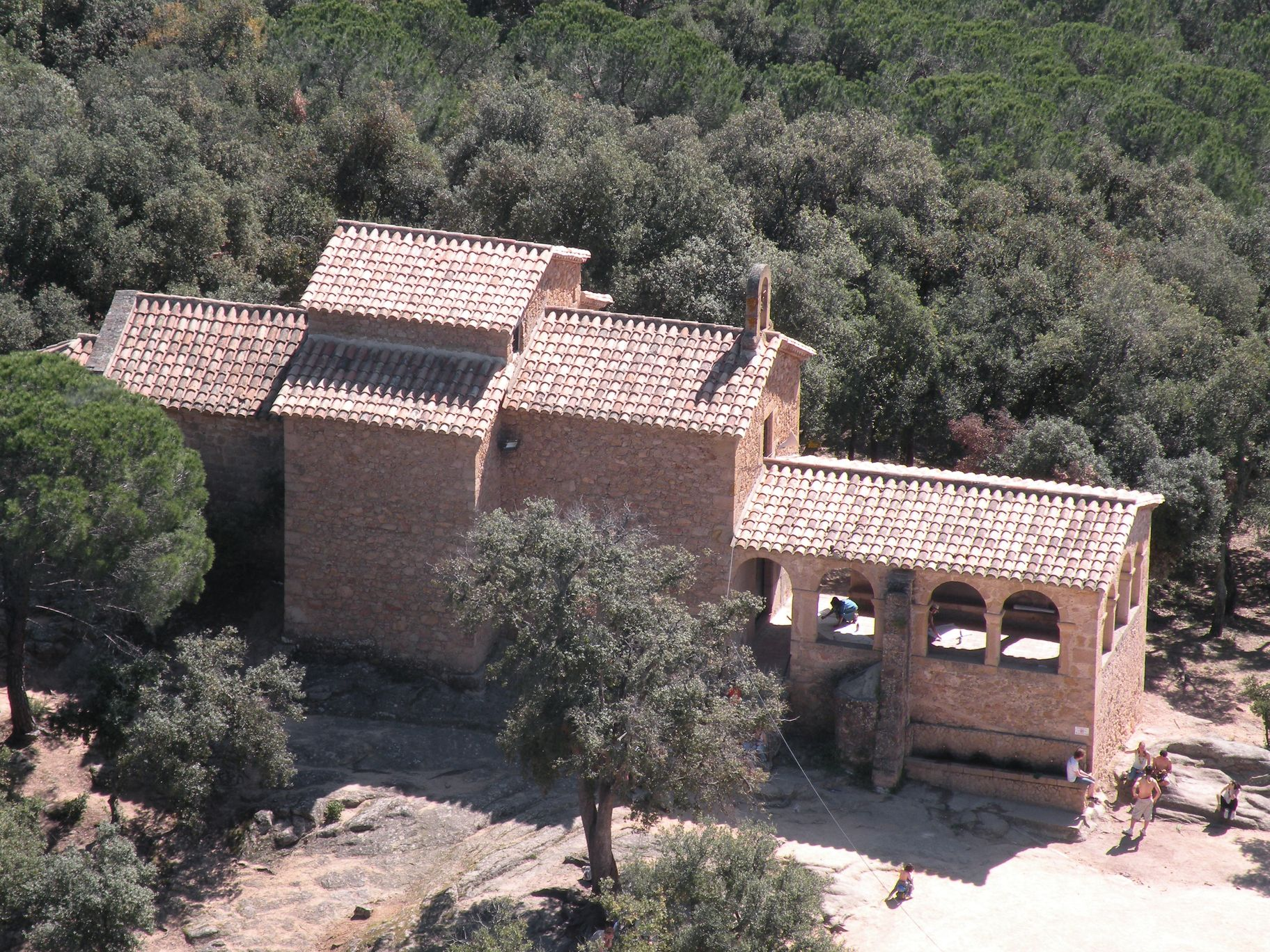
L'església des del Castell de Farners

L'església de la Mare de Déu de Farners és una ermita construïda als peus del castell de Farners, a 5 quilòmetres de Santa Coloma de Farners.
La construcció inicial del segle xi estava ubicada a l'actual absis, si bé no es conserva. La construcció actual de l'absis semicircular i allargat, amb un diàmetre de 3,60 metres i cobert amb una volta de quart d'esfera allargada, correspon a l'any 1200 quan també es va ampliar amb el presbiteri i cambril de la Verge. Aquesta reconstrucció va ser gràcies a Raimon de Farners, que la donà a la diòcesi de Girona per al seu culte, en l'acte de consagració celebrat el 23 d'abril del 1200 pel bisbe de Girona Arnau de Creixell.
Al llarg del segle xviii s'amplià l'ermita amb un creuer amb cúpula el·líptica, nau d'entrada i porxo deixant-la com és en l'actualitat; l'any 1883 es construí l'escala i el cor.
A dins hi ha un senzill retaule barroc amb la Verge de Farners, una talla romànica del segle xii restaurada recentment. És una de les poques que encara conserven els vestits. És un xic moreneta i va ser modificada en la seva estructura a finals del segle xix, quan es decidí vestir-la. L'any 1998 va ser restaurada pel Servei de Restauració de la Generalitat. La Mare de Déu es troba en actitud d'acolliment i amb els braços a prop del Fill, en senyal de mostrar-lo al devot que la visita. El Nen Jesús porta a la seva mà esquerra la bola del món. Durant la invasió francesa, la imatge va romandre a l'església parroquial des del 1809 fins al 1814. En temps de la Guerra Civil, dos joves colomencs la van salvar de la profanació que va patir el santuari. El 21 de maig de 1939 tornava a ser en el seu cambril, portada per una gran riuada de feligresos en solemne romiatge. Els goigs que es canten són escrits per Josep Franquet i Serra amb una tornada que va repetint «Sigueu nostra protectora gran Regina de Farners». Fruit de la devoció que molts colomencs tenen a aquesta Mare de Déu, podem trobar moltes persones que porten el nom de Farners. L'aplec de l'ermita es celebra el diumenge de l'Ascensió, el diumenge anterior a la Pentecosta.
Per darrere el retaule hi ha el cambril de la Verge. El retaule, restaurat l'any 1997, està adornat amb les escultures dels dos sants locals: sant Salvador d'Horta a la dreta i sant Dalmau a l'esquerra. Sota els peus de la verge, s'han conservat les antigues pintures que representen les Ànimes del Purgatori. L'altar a la dreta del creuer, té una imatge de sant Enric emperador i l'altar de l'esquerra, té les imatges de sant Joaquim i santa Anna amb la Mare de Déu.